# Link 22
Link 22 је будући комуникациони стандард војних јединица НАТО пакта.
Развој овог стандарда почео је 1992. године под називом NATO Improved Link 11 (NILE), са циљем замјене дотадашњег стандарда Link 11 и компатибилношћу са комуникационим мрежама типа Link-16. Учесници тог развојног пројекта су Канада, Француска, Немачка, Италија, Шпанија, Уједињено Краљевство и САД.
Link 22 преноси податке у облику датаграма дужине 9 бајта. Као код мрежа типа Link 16 за приступ каналима се користи TDMA протокол. Овим стандардом је могућ пренос података кратким и ултра кратким радио-таласима (HF и UHF). Тиме се постиже домет и до 450 km.